# NGC 1547
NGC 1547 је спирална галаксија у сазвежђу Еридан која се налази на NGC листи објеката дубоког неба.
Деклинација објекта је - 17° 51' 27" а ректасцензија 4h 17m 12,3s. Привидна величина (магнитуда) објекта NGC 1547 износи 13,6 а фотографска магнитуда 14,4. NGC 1547 је још познат и под ознакама ESO 550-18, MCG -3-11-20, PGC 14794, IRAS 04149-1758, PGC 14794.